# Muhammad Dawud al-Abbasi
Muhammad Dawud al-Abbasi, niekiedy nazwisko podawane jako Muhammad Dawud (arab. ‏محمد داوود العباسي‎; ur. 1913, zm. 19 stycznia 1972 w Ammanie) – jordański wojskowy pochodzenia palestyńskiego, premier Jordanii od 15 lub 16 do 24 września 1970.

## Życiorys
Był zawodowym oficerem armii jordańskiej, do 1970 dosłużył się stopnia brygadiera. 15 lub 16 września 1970 król Jordanii Husajn nominował go na premiera rządu złożonego wyłącznie z wojskowych, powołanego na czas walki sił rządowych z palestyńskimi organizacjami zbrojnymi, które 15 września ogłosiły powołanie w Irbidzie konkurencyjnego wobec monarchii "ludowego rządu" Jordanii. Utworzenie rządu kierowanego przez oficera miało ukazać determinację Husajna, by usunąć z Jordanii wrogie monarchii formacje palestyńskie, jak również miało służyć jako dowód pełnego zaufania dla sił zbrojnych. Jeszcze w trakcie walk jordańsko-palestyńskich, określanych następnie jako Czarny Wrzesień, al-Abbasi udał się na szczyt Ligi Państw Arabskich do Kairu, tam opuścił obrady i poprosił prezydenta Egiptu Gamala Abdel Nasera o azyl polityczny. Premierem Jordanii formalnie przestał być 24 września 1970, jego miejsce zajął Ahmad Tukan. Al-Abbasi żył następnie w Libii, a gdy poważnie zachorował, wrócił do Kairu, przeszedł operację w Paryżu. W końcu 1971 wystąpił do króla Husajna z prośbą o zgodę na powrót do Jordanii, którą otrzymał. Ostatnie miesiące życia spędził w szpitalu wojskowym w Ammanie i tam też zmarł na początku r. 1972.